# 嶋尾康史
嶋尾 康史（しまお やすひと、1968年5月6日 - ）は、兵庫県姫路市出身の元プロ野球選手（投手、右投右打）、俳優、演出家。元プロ野球選手（捕手）の的山哲也は、同郷（姫路市出身）の親戚に当たる。ACT21所属。
プロ野球選手としては、1987年から1996年まで、NPBの阪神タイガースに在籍。1989年から1991年までは、本名と同じ読み方ながら、「嶋尾 慶一」という登録名を用いていた。現役を引退してからは、「ACT-21」（大阪市内に本社を置くマネジメント事務所）を拠点にメディアや芸能界で活動している。

## 来歴・人物

### 野球選手時代
東洋大学附属姫路高等学校3年時の1986年に、夏の第68回全国高等学校野球選手権本大会へ兵庫代表で出場すると、長谷川滋利とのダブルエースで活躍。チームの準々決勝進出に貢献した。その年のNPBドラフト会議で、地元球団の阪神タイガースから2位で指名。推定年俸360万円という条件で入団した。入団当初の背番号は52。
阪神への入団後は、背番号を47に変更した1988年から一軍公式戦で登板。その年に初勝利を挙げたものの、1991年までは一軍と二軍を往復する生活が続いた。バルセロナオリンピックが開かれた1992年には、3月にヨーロッパで開かれる予定だったキューバ代表の壮行試合で、対戦チームのメンバーに選ばれていた。この試合はキューバ代表側の事情で立ち消えになったが、NPBのレギュラーシーズンでは、一軍公式戦で自己最多の25試合に登板。1勝2敗1セーブ、防御率2.39という成績で、チームを7シーズンぶりのセントラル・リーグ優勝寸前にまで導くことに貢献した（最終順位は2位）。
1993年の春季キャンプ中に右肘を痛めたことを境に、一軍のマウンドから遠ざかった。
1994年に日本国内でトミー・ジョン手術を受けた。
1995年春季キャンプ直前の1月17日に、当時住んでいた神戸市内の自宅で阪神・淡路大震災へ遭遇した。当初は「地震の影響で割れた窓ガラスの破片が左肩に突き刺さったばかりか、その傷が背中にまで達したため、傷口の長さは15cmに及んだ」と報じられていたが、本人は後にこの報道を完全に否定。「震災に遭遇はしたものの、実際にはかすり傷すら負わなかった。球団との連絡が取れないまま、発災の翌日に喫茶店で朝食を取りながらスポーツ紙を読んでいたところ、『嶋尾、行方不明』」との記事が出ていたのでかなり焦った」と語っている。
1995年にはアメリカでフランク・ジョーブの執刀によるトミー・ジョン手術も受けたが、完治しないままウエスタン・リーグの公式戦へ登板。その後も故障が相次いだ影響で、一軍へ復帰できないまま、1996年のシーズン終了後に球団から戦力外通告を受けた。
戦力外通告の直後は他球団での現役続行を模索し、近鉄バファローズ・ヤクルトスワローズや、台湾プロ野球（CPBL）の球団で入団テストを立て続けに受けた。もっとも、いずれの球団とも契約に至らなかったため、鍼灸師や整体師への転身を視野に現役を引退した。

### メディア・芸能界への転身後
現役時代から親交のあった瀬川昌治（熱心な阪神ファンであることを公言していた映画監督）に引退を報告したところ、引退後の進路を案ずる瀬川の勧めで、瀬川の知り合いの女性が社長を務める「ACT-21」へ所属。1997年から1998年までは、毎日放送・KBS京都の阪神戦中継にスポット契約で解説を担当していたほか、『朝ダッシュ!』（毎日放送の制作で平日の早朝に生放送で編成されていたテレビ番組）でスポーツキャスターを務めていた。後に野球解説者として正式に契約することを打診されたが、「（故障で）野球ができなくなったので、野球に向き合えなくなった。自分程度の実績で解説するなどおこがましい」との理由で固辞。当時「ACT-21」を訪れていた深町幸男（演出家）が同事務所の関係者を通じて「彼（嶋尾）に台詞をしゃべらせてみたい」という意向を伝えたことをきっかけに、俳優へ転身した。
深町が演出を手掛けた1998年放送の連続ドラマ『魚心あれば嫁心』（テレビ東京）で、俳優として本格的にデビュー。2002年には『ミスター・ルーキー』（かつて所属した阪神を題材にした井坂聡監督の実写映画）に「阪神の4番打者・多田」としてユニフォーム姿で出演した。本人が後に述懐したところによれば、「俳優に転身した当初は、『どこかで中途半端に終わった野球から逃げたい』という気持ちがあったせいか、ユニフォーム姿で野球選手に扮する役柄だけは（出演のオファーがあっても）断っていた」という。実際には「スーツ姿の野球選手」という役どころで『やまとなでしこ』（フジテレビ「月9ドラマ」枠の作品）などに出演していたものの、東京大学野球部出身の井坂から「（嶋尾の現役時代後期に内野手としてヤクルトや読売ジャイアンツへ所属していた長嶋一茂扮する）主人公の職業をきちんと描きたい」という強い想いを耳にしたことがきっかけで、ユニフォームを着て野球選手の役を演じることを決意した。
2009年以降は俳優としての活動期間が阪神の投手時代を上回っているが、近年は舞台作品の演出家としても活動。女性アイドルグループ「JK21」のプロデュースを手掛けるほか、2016年から「Team337」（柊子やACT-21所属の若手俳優を中心に構成される劇団ユニット）を率いている。また、阪神球団が発行する月刊誌『月刊タイガース』では、2003年から対談企画のホストを18年にわたって務めていた。
2017年からは、eスポーツのプロチームの運営にも関与。当初はインフィニティ大阪の総監督を務めていたが、同チームがサイクロプス大阪との合併によって消滅したことを機に、同年12月からサイクロプス大阪のシニアアドバイザーに転じている。
俳優としては脇役へ起用されることが多いが、プロ野球の出身者らしく、恵まれた体格が醸し出す独特の存在感が持ち味。俳優デビューの直後から嶋尾を自身の作品へ起用している若松節朗（映画監督）から、「自分が不器用であることを分かっているからこそ、1つの台詞に対して100回練習するなど、一生懸命努力している」として「日本一不器用な俳優」という表現で高く評価されている。嶋尾自身は、野球選手と俳優の相違点について、自身の経験を基に「野球では結果がすぐに出るが、芝居には正解がなく、（映像作品で撮影監督や他の演出家から出演シーンに）OKが出ても『大正解』とは限らない。ただ、『お客さんありき（で公に活動している）』というところは、野球でも芝居（舞台作品）でも変わらない」と述べている。

## 詳細情報

### 年度別投手成績
| 年 度     | 球 団     | 登 板 | 先 発 | 完 投 | 完 封 | 無 四 球 | 勝 利 | 敗 戦 | セ 丨 ブ | ホ 丨 ル ド | 勝 率 | 打 者 | 投 球 回 | 被 安 打 | 被 本 塁 打 | 与 四 球 | 敬 遠 | 与 死 球 | 奪 三 振 | 暴 投 | ボ 丨 ク | 失 点 | 自 責 点 | 防 御 率 | W H I P |
| --------- | --------- | ----- | ----- | ----- | ----- | -------- | ----- | ----- | -------- | ----------- | ----- | ----- | -------- | -------- | ----------- | -------- | ----- | -------- | -------- | ----- | -------- | ----- | -------- | -------- | ------- |
| 1988      | 阪神      | 12    | 4     | 0     | 0     | 0        | 1     | 0     | 0        | --          | 1.000 | 132   | 30.2     | 33       | 2           | 9        | 1     | 2        | 16       | 1     | 0        | 12    | 11       | 3.23     | 1.37    |
| 1989      | 阪神      | 21    | 5     | 1     | 0     | 0        | 1     | 5     | 0        | --          | .167  | 221   | 52.1     | 57       | 6           | 18       | 3     | 1        | 26       | 2     | 0        | 24    | 23       | 3.96     | 1.38    |
| 1990      | 阪神      | 6     | 2     | 0     | 0     | 0        | 0     | 0     | 0        | --          | ----  | 44    | 6.2      | 17       | 1           | 9        | 1     | 0        | 3        | 0     | 0        | 16    | 16       | 21.60    | 3.90    |
| 1991      | 阪神      | 2     | 0     | 0     | 0     | 0        | 0     | 0     | 0        | --          | ----  | 16    | 4.0      | 3        | 0           | 1        | 0     | 0        | 4        | 1     | 0        | 2     | 2        | 4.50     | 1.00    |
| 1992      | 阪神      | 25    | 4     | 0     | 0     | 0        | 1     | 2     | 1        | --          | .333  | 231   | 52.2     | 49       | 1           | 25       | 5     | 2        | 38       | 2     | 0        | 18    | 14       | 2.39     | 1.41    |
| 通算：5年 | 通算：5年 | 66    | 15    | 1     | 0     | 0        | 3     | 7     | 1        | --          | .300  | 644   | 146.1    | 159      | 10          | 62       | 10    | 5        | 87       | 6     | 0        | 72    | 66       | 4.06     | 1.51    |

### 記録
- 初登板：1988年6月21日、対ヤクルトスワローズ9回戦（明治神宮野球場）、8回裏に7番手で救援登板・完了、1回無失点
- 初奪三振：同上、8回裏に栗山英樹から
- 初先発登板・初勝利・初先発勝利：1988年7月5日、対広島東洋カープ11回戦（広島市民球場）、5回0/3を2失点
- 初完投：1989年9月25日、対中日ドラゴンズ22回戦（阪神甲子園球場）、12回1失点で敗戦投手
- 初セーブ：1992年9月12日、対ヤクルトスワローズ19回戦（阪神甲子園球場）、7回表に2番手で救援登板・完了、3回無失点

### 背番号
- 52 （1987年）
- 47 （1988年 - 1996年）

### 登録名
- 嶋尾 康史 （しまお やすひと、1987年 - 1988年、1992年 - 1996年）
- 嶋尾 慶一 （しまお やすひと、1988年 - 1991年）

## 出演

### テレビドラマ
- 火曜サスペンス劇場「1997年殺人捜査」（1997年12月30日、日本テレビ）
- 魚心あれば嫁心（1998年、テレビ東京）
- 連続テレビ小説（NHK）
  - やんちゃくれ（1998年 - 1999年）
  - らんまん（2023年4月3日 - 9月29日） - 寅松 役
  - おむすび（2024年放送予定） - 中村重治 役[11]
- 土曜ワイド劇場（テレビ朝日）
  - 「開局40周年記念ドラマ 家政婦は見た!17」（1999年2月6日）
  - 「フリー女子アナの殺人リポート」（2004年4月17日、朝日放送） - 城戸亘 役
  - 「火の粉」（2005年2月19日） - 梶間俊郎 役
  - 「刑事の妻〜デカツマ〜 魅惑の黒髪連続殺人」（2005年7月30日）
  - 「フリー女子アナの殺人リポート2」（2006年2月18日、朝日放送） - 城戸亘 役
  - 「ショカツの女8」（2013年12月14日、朝日放送） - 高倉宗介 役
- やまとなでしこ 第1話（2000年10月9日、フジテレビ） - プロ野球選手 役
- 反乱のボヤージュ（2001年10月、テレビ朝日）
- 聖徳太子（2001年11月10日、NHK） - 迹見赤檮 役
- 恋ノチカラ 第1話（2002年1月10日、フジテレビ）
- 女と愛とミステリー「松本清張没後10年特別企画・たづたづし」（2002年11月24日〈BSジャパン〉、2002年11月27日〈テレビ東京〉） - 刑事 役
- 救命病棟24時（2005年3月22日、フジテレビ）第3シリーズ最終話 - 高槻守 役
- 七色のおばんざい（2005年、NHK総合）
- 父に奏でるメロディー（2005年11月30日、NHK BSハイビジョン）
- トップセールス（2008年、NHK総合）
- 風に向って走れ!芸大女子駅伝部（2010年5月、朝日放送・大阪芸術大学 産学協同ドラマ）
- 坂の上の雲（NHK総合） - 中屋新吉 役
- 朝日放送創立60周年記念スペシャルドラマ「境遇」（2011年12月3日、朝日放送） - 高松秀夫 役
- 大河ドラマ 軍師官兵衛（2014年、NHK総合） - 大野治長 役[12]
- 僕のヤバイ妻（2016年4月19日 - 6月14日、フジテレビ）
- ドラマスペシャル「巨悪は眠らせない 特捜検事の逆襲」（2016年10月5日、テレビ東京）
- クロスロード〜声なきに聞き形なきに見よ〜（2016年、NHK BS）
- 陽炎の辻 完結編〜居眠り磐音江戸双紙〜（2017年、NHK）
- 安楽椅子探偵 ON STAGE（2017年、ABC）
- 石つぶて 〜外務省機密費を暴いた捜査二課の男たち〜（2017年、wowow）
- 科捜研の女 season17 第15話（2018年、テレビ朝日）
- FINAL CUT 第9話
- 悪魔の弁護人・御子柴礼司 〜贖罪の奏鳴曲〜 第4話（2019年12月28日、東海テレビ） - 柿里 役
- WOWOW 連続ドラマW
- トッカイ〜不良債権特別回収部〜 レギュラー出演 牛丼・虎丼太郎店主
- 新春ドラマスペシャル 優しい音楽〜ティアーズ・イン・ヘヴン 天国のきみへ（2022年1月7日、テレビ東京）
- ホテルマン東堂克生の事件ファイル〜八ヶ岳リゾート殺人事件〜（2022年1月22日、BS-TBS）

### 映画
- 破線のマリス（1999年）
- 長崎ぶらぶら節（2000年）
- ミスター・ルーキー（2002年）
- g@me.（2003年）
- 半落ち（2004年）
- 渋谷物語（2005年） - 花形敬 役
- デコトラの鷲 恋の花咲く清水港（2005年）
- 出口のない海（2006年）
- バッテリー（2007年） - 稲村 役
- 青空のルーレット（2007年） - 萩原聡 役
- 奈緒子（2008年） - 壱岐健介 役
- 60歳のラブレター（2009年） - 望月先生 役
- 沈まぬ太陽（2009年） - 鈴木伸郎 役
- RISE UP（2009年11月21日公開）- 小笠原忍 役
- 校庭に東風吹いて（2016年） - 阿部等 役
- 結婚（2017年）
- Fukushima 50（2020年）

### 舞台
- 黒部の太陽（梅田芸術劇場2008年10月5日 - ）
- シェイクスピア物語〜真実の愛〜（横浜・大阪・名古屋公演2016年12月23日 - ）

### テレビアニメ
- 空中ブランコ（フジテレビ） - 野球解説 役（本人役）

### ドキュメンタリー
- OF LIFE「嶋尾康史 演出家は元トラ戦士」（2020年2月5日、毎日放送）[8] - 自身の引退後にNPB（広島東洋カープ）などで右投手として活躍した黒田博樹がナビゲーターを担当

## 雑誌連載
- 月刊タイガース「嶋尾康史のトラリンク!」（2010年1月号 - 2024年3月号） 
  - 2006年1月号から2009年12月号までは、「嶋尾康史のシマ・しま日記」というタイトルで連載していた。